# Кульпинов, Сергей Сергеевич
Серге́й Сергее́вич Кульпи́нов (род. 25 ноября 1990, Иркутск) — диакон Русской православной церкви, церковный историк, исследователь истории обновленчества в Сибири. Доктор церковной истории (2024). Доцент Хабаровской духовной семинарии, профессор Екатеринбургской духовной семинарии, проректор по научно-богословской работе и доцент кафедры церковно-исторических и гуманитарных дисциплин Таврической духовной семинарии.

## Биография
Родился 25 ноября 1990 года в Иркутске в семье священника: «С девятнадцатого века моя семья была связана с церковью. Отец — священник, по материнской линии тоже родственники из духовенства». В 2007 года окончил Областной центр образования города Иркутска.
Поступил в семинарию в Москве, где проучился там два года, но перевёлся в Казань. В 2012 году окончил Казанскую духовную семинарию (специалитет). В 2016 году окончил бакалавриат исторического факультета Иркутского государственного университета по специальности религиоведение. Продолжил обучение там же в магистратуре, которую окончил в 2018 году.
21 июля 2018 года в Казанском храме города Иркутска митрополит Иркутский и Ангарский Вадимом (Лазебным) рукоположен в сан диакона.
В том же году поступил в аспирантуру Санкт-Петербургской духовной академии. 1 июня 2021 года в Санкт-Петербургской духовной академии защитил диссертацию «Возникновение, развитие и ликвидация обновленческого раскола в Иркутской епархии в 1920-х — 1930-х гг.» на соискание ученой степени кандидата богословия (научный руководитель: доктор исторических наук, профессор Михаил Шкаровский).
21 июля 2021 года в Казанском храме Иркутска митрополитом Иркутским и Ангарским Максимилианом (Клюевым) был удостоен права ношения двойного ораря.
29 октября 2021 года зачислен в Общецерковную аспирантуру и докторантуру. 13 февраля 2024 года в Общецерковном диссертационном совете защитил диссертацию «Предпосылки, возникновение, развитие и ликвидация обновленческого раскола в Западной и Восточной Сибири в 1920-х — начале 1940-х гг. (на материалах Новосибирской, Томской, Иркутской и Читинской епархий)» на соискание учёной степени доктора церковной истории (научный консультант: доктор исторических наук, профессор Михаил Шкаровский).
С сентября 2024 по январь 2025 года — старший преподаватель кафедры Истории России и методики обучения истории и обществознанию Томского государственного педагогического университета.
17 января 2025 года командирован в Симферопольскую епархию для несения преподавательских и административных послушаний в Таврической духовной семинарии. 20 января 2025 года утвержден в должности проректора по научно-богословской работе и доцента кафедры церковно-исторических и гуманитарных дисциплин Таврической духовной семинарии.

## Публикации
- Даниил Андреев: между мистикой и символизмом // Вестник Казанского технологического ун-та. Т. XIV. № 10. — Казань : КНИТУ, 2011. — С. 247—255. (соавтор: Н. Я. Зарецкая)
- Бремя теологов: перспективы теологии в супериндустриальном обществе // Вестник Казанского технологического университета. Т. XV. № 1. — Казань: КНИТУ, 2012. — С. 231—238.
- Учение Оригена Александрийского о Воскресении в контексте античного религиозного поля // Вестник Казанского технологического университета. — 2012. — Т. 15, № 1. — С. 245—249.
- Теологические инновации ультралевого вектора в российских неканонических религиозных структурах: футурологический взгляд // Культура. Наука. Образование. — 2013. — № 2 (27). — С. 39—54.
- Теологические инновации право-монархического вектора в российских альтернативных религиозных структурах православной традиции: футурологический взгляд // Культура. Наука. Образование. — 2013. — № 3 (28). — С. 35—47.
- Теологические инновации право-националистического вектора в российских альтернативных религиозных структурах: футурологический взгляд // Культура. Наука. Образование. — Иркутск, 2014. — № 1 (30). — С. 72—82.
- Религиозный подход к государству в концепции Даниила Андреева в контексте политических теорий конца XIX – XX вв. // Культура. Наука. Образование. — Иркутск, 2014. — № 2 (31). — С. 31—39.
- Демократизм и тоталитаризм в учении Даниила Андреева об идеальном государстве // Культура. Наука. Образование. — Иркутск, 2014. — № 4 (33). — С. 60—71.
- Космогонические представления в зороастризме пехлевийского периода. На материале трактата «Бундахишн» // Культура. Наука. Образование. — Иркутск, 2015. — № 1 (34). — С. 151—161.
- Несколько слов о зороастрийских влияниях в космологии христианского гностицизма (на материале учений Валентина, Вардесана, евионитов и Маркиона) // Культура. Наука. Образование. — Иркутск, 2016. — № 1 (38). — С. 20—25.
- К вопросу о зороастрийских влияниях в космологии Римского митраизма // Культура. Наука. Образование. — Иркутск, 2016. — № 2 (39). — С. 66—74.
- К вопросу о влиянии зороастризма на космологию христианских гностиков // Известия Иркутского государственного университета. Серия: Политология. Религиоведение. — 2016. — Т. 15. — С. 96—102. (соавтор: А. Е. Смирнов)
- К вопросу о влиянии месопотамской религии на зороастризм // Известия Иркутского государственного университета. Серия: Политология. Религиоведение. — 2017. — Т. 21. — С. 155—161. (соавтор: А. Е. Смирнов)
- Исследование месопотамских влияний на Ветхозаветный иудаизм (к вопросу преподавания дисциплины «религиоведение») // Подготовка кадров для силовых структур: современные направления и образовательные технологии : Сборник материалов двадцать второй всероссийской научно-методической конференции: в 2-х томах, Иркутск, 2-3 марта 2017 года. Том II. — Иркутск: Восточно-Сибирский институт Министерства внутренних дел Российской Федерации, 2017. — С. 240—244.
- К вопросу о персидских влияниях в ветхозаветном иудаизме: проблема зла, монотеизм, танатология и эсхатология // Известия Иркутского государственного университета. Серия: Политология. Религиоведение. — 2018. — Т. 23. — С. 117—126. (соавтор: А. Е. Смирнов)
- Отражение октябрьской революции в теологии обновленческого движения // Одиннадцатые Байкальские социально-гуманитарные чтения. В 2 т. Т. 1 : материалы  / науч. ред. Ю. А. Зуляр. — Иркутск: Изд-во ИГУ, 2018. — С. 280—285.
- Отношение Обновленческого движения к Октябрьской революции и Советской власти в первой половине 1920-х гг. (на примере Иркутской епархии) // Российская цивилизация: история, проблемы, перспективы: сб. материалов 19-й межрегион. науч.-практ. конф. — Иркутск: Изд-во ИРНИТУ, 2018. — С. 71—75.
- Государственное регулирование обновленческого движения в первой половине 1920-х гг. (на примере Иркутского епархиального церковного управления) // Транспортная инфраструктура Сибирского региона: сб. материалов IX междунар. науч.-практ. конф. В 2 т. Т. 2. — Иркутск: ИрГУПС, 2018. — С. 550—552.
- Международное положение обновленческого движения в 1920-х гг. в документах Государственного архива Иркутской области // Российская цивилизация: история, проблемы, перспективы: сб. материалов 20-й межрегион. науч.-практ. конф. — Иркутск: Оттиск, 2018. — С. 41—46.
- Кампания по изъятию церковных ценностей и церковно-государственные отношения в Иркутской губернии в 1922 г. // Социология сегодня: сб. научных статей. — Иркутск: Восточно-Сибирский институт МВД, 2018. — С. 14—17.
- От кризиса к стагнации: Иркутская обновленческая епархия в период управления «архиепископа» Ильи Ивановича Фокина (ноябрь 1926 г. — ноябрь 1928 г.) // Известия ИГУ. Серия: Политология. Религиоведение. — 2018. — Т. 26. — С. 105—121.
- Несостоявшийся съезд Восточно-Сибирской митрополии в контексте положения обновленческого раскола в Восточной Сибири в 1931 — первой половине 1932 г. // Известия ИГУ. Серия: Политология. Религиоведение. — 2019. — Т. 29. — С. 63—76.
- К проблеме обновленческого раскола в северных регионах РСФСР: Киренская обновленческая епархия во второй половине 1920-х гг. // Актуальные вопросы церковной науки. 2019. — № 1. — С. 219—223.
- «Обновленцы» и «противленцы»: противостояние церковных группировок в Иркутской епархии в свете решений II Поместного собора российской церкви и «покаяния» патриарха Тихона (Белавина) // Двенадцатые Байкальские социально-гуманитарные чтения: материалы. В 2 т. Т. 1. — Иркутск: Изд-во ИГУ, 2019. — С. 177—182.
- Политика обновленческого Синода в сфере отношений с другими конфессиями и религиями // Государство, гражданское общество и право: теоретико-прикладные вопросы соотношения и развития: материалы Междунар. науч.-практ. конф. Иркутск, 5-6 окт. 2019 г. — Иркутск: Изд-во ИГУ, 2019. — С. 213—219.
- Становление и развитие богословского дискурса Обновленческого раскола в СССР в 1920-х — первой половине 1930-х гг. (на Восточносибирском материале) // III Конгресс Русского религиоведческого общества «Религия и религии: дискурсы и практики». Санкт-Петербург, 4-6 октября 2019 г. — М., 2019. — С. 76—77.
- Процессы распространения обновленческих идей и институциализации обновленческого раскола в Иркутской епархии в материалах советской периодической печати (на примере газеты «Власть труда») // Христианское чтение. 2020. — № 3. — С. 159—170.
- К проблеме быта духовенства Иркутской обновленческой епархии на рубеже 1920-х — 1930-х гг. // Актуальные вопросы церковной науки. 2020. — № 1. — С. 106—109.
- Трудовая повинность обновленческого духовенства Восточной Сибири на рубеже 1920-х — 1930-х гг.: законодательная база, правоприменение, идеологические обоснования // Церковь, государство и общество: исторические, политикоправовые и идеологические аспекты взаимодействия: материалы Междунар. науч.-практ. конф. (Иркутск, 27 марта 2020 г.). — М.; Иркутск: ООО «САМ Полиграфист», 2020. — С. 258—267.
- Подготовка к Обновленческому собору 1925 г. в Сибирской Обновленческой церкви (1924—1925 гг.) // Церковно-исторический вестник. 2019—2020. — № 26-27. — С. 180—192.
- К проблеме развития форм церковного управления в обновленческом расколе (на примере Иркутской епархии и Восточно-Сибирской митрополии в 1922—1934 гг.) // IV Конгресс Русского религиоведческого общества «„Кто знает одну, не знает ни одной“: сравнительное религиоведение полтора века спустя». — Казань, 16-17 апреля 2021 г. — М., 2021. — С. 17—18.
- К проблеме оценок синодального периода в обновленческом расколе (на сибирском материале) // Вестник исторического общества Санкт-Петербургской духовной академии. — 2021. — № 3 (8). — С. 230—240.
- История обновленческого раскола в источниках личного происхождения, принадлежащих перу «архиепископа» Алексия Петровича Копытова // Христианское чтение. 2021. — № 4. — С. 328—338.
- К проблеме взаимоотношений обновленческих и «григорианских» церковных структур в Восточной Сибири в 1926—1934 гг. // Известия ИГУ. Серия: Политология. Религиоведение. — 2021. — Т. 37. — С. 100—111.
- К проблеме автокефалии Сибирской обновленческой церкви в 1920-х — 1930-х гг. // Актуальные вопросы церковной науки. 2021. — № 1. — С. 179—182.
- Эзотерик, обновленец, религиовед: штрихи к портрету Антона Николаевича Семигановского-Диальти // Прагматика гуманитарного знания: Сб. материалов международной конференции. — Иркутск, 2021. — С. 79—84.
- К проблеме исследования религии в обновленческом расколе в СССР в 1920-х — 1930-х гг. // Религиоведческие исследования. 2022. — № 1 (25). — С. 50—67.
- К вопросу о постколониальном характере сибирской обновленческой церковности // Известия ИГУ. Серия: Политология. Религиоведение. — 2022. — Т. 39. — С. 117—124.
- Возникновение и становление обновленческого раскола в Западной Сибири (июнь — август 1922 г.) // Известия ИГУ. Серия: Политология. Религиоведение. — 2022. — Т. 40. — С. 93—104.
- К проблеме миссионерской деятельности Сибирской обновленческой церкви в первой половине 1920-х гг. // Христианское чтение. — 2022. — № 2. — С. 359—369.
- Изъятие церковных ценностей в Советской России — шок или ожидание? Материалы круглого стола // Христианское чтение. 2022. — № 4. — С. 37—47. (соавторы: протоиерей К. А. Костромин, иерей А. В. Мазырин, протоиерей Г. Н. Митрофанов, А. В. Петров, И. В. Петров)
- Противостояние обновленческих церковных группировок в Сибири (сентябрь — декабрь 1922 г.) // Христианское чтение. 2022. — № 4. — С. 311—320.
- К проблеме социально-политических предпосылок обновленческого раскола в Сибири в дореволюционный период (на материалах Омской, Томской и Иркутской епархий) // Теологический вестник Смоленской православной духовной семинарии. 2022. — № 3. — С. 160—176.
- Окончательная ликвидация обновленческого раскола в Восточной Сибири (1937—1939 гг.) // Нива Господня. Вестник Пензенской духовной семинарии. 2022. — № 3. — С. 45—57.
- К вопросу о внутрицерковных предпосылках обновленческого раскола в Западной и Восточной Сибири на примере Томской и Иркутской епархий (1905—1906 гг.) // Богословский сборник Новосибирской православной духовной семинарии. 2022. — № 1. — С. 117—131.
- Институциализация обновленческого раскола в Забайкалье (1922 — первая половина 1923 г.) // Теологический вестник Смоленской православной духовной семинарии. 2022. — № 4. — С. 37—51.
- К проблеме взаимосвязей церковного большевизма и обновленческого раскола в Сибири // Научные труды Самарской духовной семинарии: Сборник статей. — Самара: ООО «Слово», 2023. — С. 89-103.
- Мнимый конкордат: к вопросу о взаимоотношениях советских и партийных органов с обновленческим расколом на региональном уровне в конце 1922 — начале 1924 года // Томский богословский вестник. Теология. Право. Экономика. — 2023. — № 2 (4). — С. 24—30.
- Томская и Асиновская епархия // Православная энциклопедия. 2023. — Т. 68. — С. 694—704.
- Сибирское обновленчество в условиях роста сопротивления расколу: II Всесибирский церковный съезд и его основные решения // Теологический вестник Смоленской православной духовной семинарии. — 2023. — № 1. — С. 68—79.
- Дальневосточный церковный съезд 1926 г. и роль ОГПУ в его проведении: к вопросу о взаимоотношениях деятелей обновленческого раскола и советских карательных органов // Aspiratio. Журнал церковно-гуманитарных исследований. — 2023. — № 1. — С. 128—145.
- «Женский вопрос» в обновленческом расколе // Богословский сборник Тамбовской духовной семинарии. — 2024. — № 1 (26). — С. 107—123.
- К проблеме трансформации сибирской обновленческой идеологии в середине 1920-х гг.: итоги III Поместного собора в Сибири и III Сибирский областной церковный съезд 1926 // Теологический вестник Смоленской православной духовной семинарии. — 2024. — № 1 (22). — С. 31–46.
- Становление и ключевые особенности сибирской обновленческой идеологии на раннем этапе (1922–1923 гг.) // Христианское чтение. — 2024. — № 2. — С. 317–329.
- К вопросу об идеологии обновленческих церковных группировок в первой половине 1920-х годов: первый Всероссийский съезд «Союза церковного возрождения» 1924 года и его основные решения // Вестник Свято-Филаретовского института. — 2024. — Т. 16, № 4 (52). — С. 137—161. — DOI 10.25803/26587599_2024_4_52_137.